# Sângeru
Sângeru é uma comuna romena localizada no distrito de Prahova, na região de Muntênia. A comuna possui uma área de 39.90 km² e sua população era de 5507 habitantes segundo o censo de 2007.